# 裂叶翼首花
裂叶翼首花（学名：Pterocephalus bretschneideri）为川续断科翼首花属下的一个种。

## 扩展阅读
- 維基物種上的相關：裂叶翼首花